# Grosselfingen im Ries

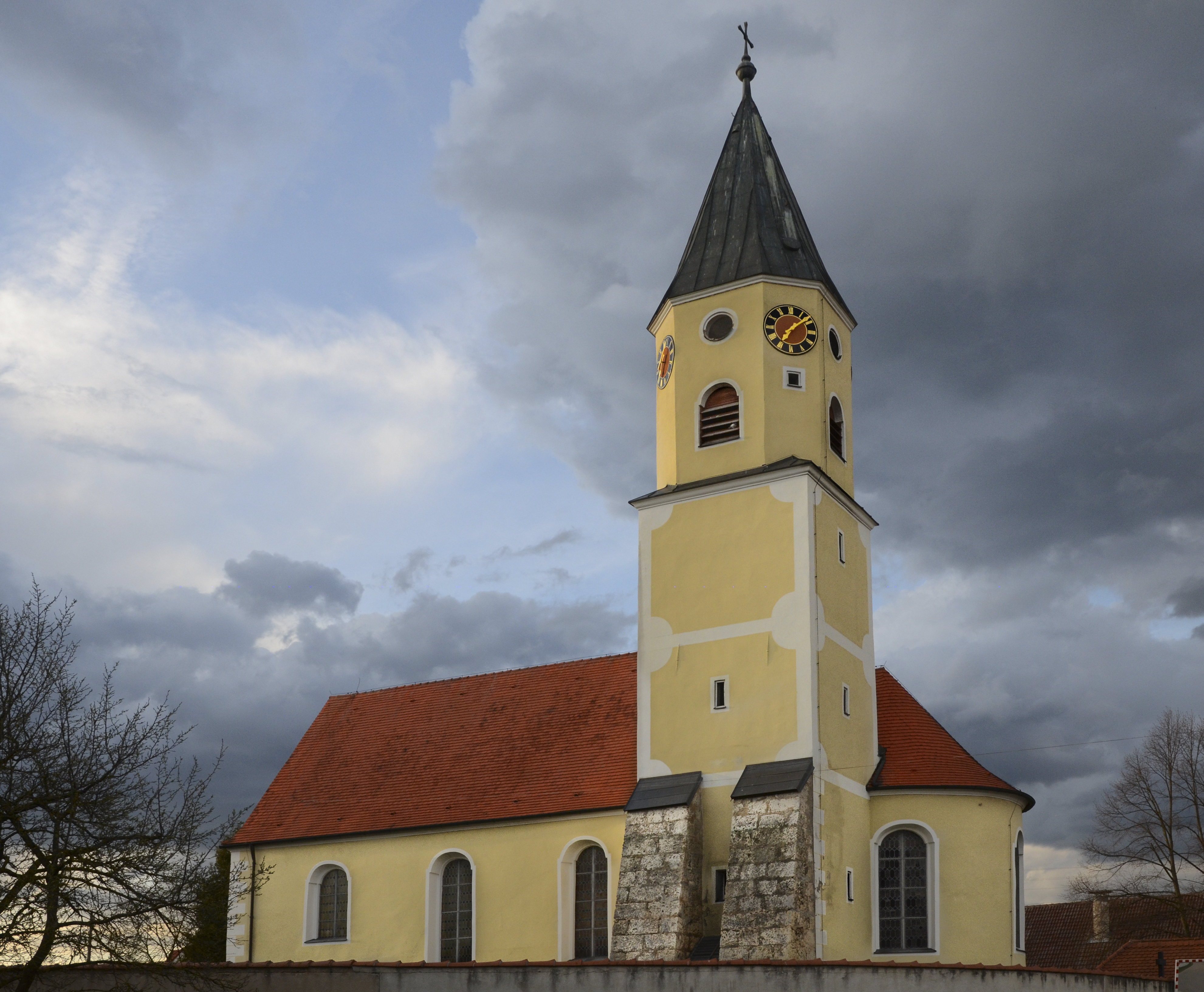
Kirche St. Peter und Paul

Grosselfingen ist ein Gemeindeteil der Großen Kreisstadt Nördlingen im schwäbischen Landkreis Donau-Ries in Bayern.

## Geographie
Das Pfarrdorf hat 511 Einwohner (Stand: 3. Januar 2022) und liegt auf einer Höhe von 416 m ü. NHN im Nördlinger Ries. Grosselfingen grenzt östlich an die Nördlinger Kernstadt.

## Geschichte
Am 1. Januar 1976 wurde die Gemeinde Großelfingen (damalige Schreibweise) in die Stadt Nördlingen eingegliedert. Die zur Gemeinde gehörigen Einöden Hobelmühle und Wiesmühle wurden mit nach Nördlingen eingegliedert.
Seit dem 25. Oktober 1993 ist die amtliche Schreibweise „Grosselfingen“.

## Baudenkmäler
Siehe: Liste der Baudenkmäler in Grosselfingen im Ries